# اوهرتسه (ناحیه لوونی)
اوهرتسه (به چکی: Úherce) یک منطقهٔ مسکونی در جمهوری چک است که در ناحیه لوونی واقع شده‌است. اوهرتسه ۳٫۴۶ کیلومتر مربع مساحت و ۷۰ نفر جمعیت دارد و ۳۰۵ متر بالاتر از سطح دریا واقع شده‌است.